# Sport all'Aquila

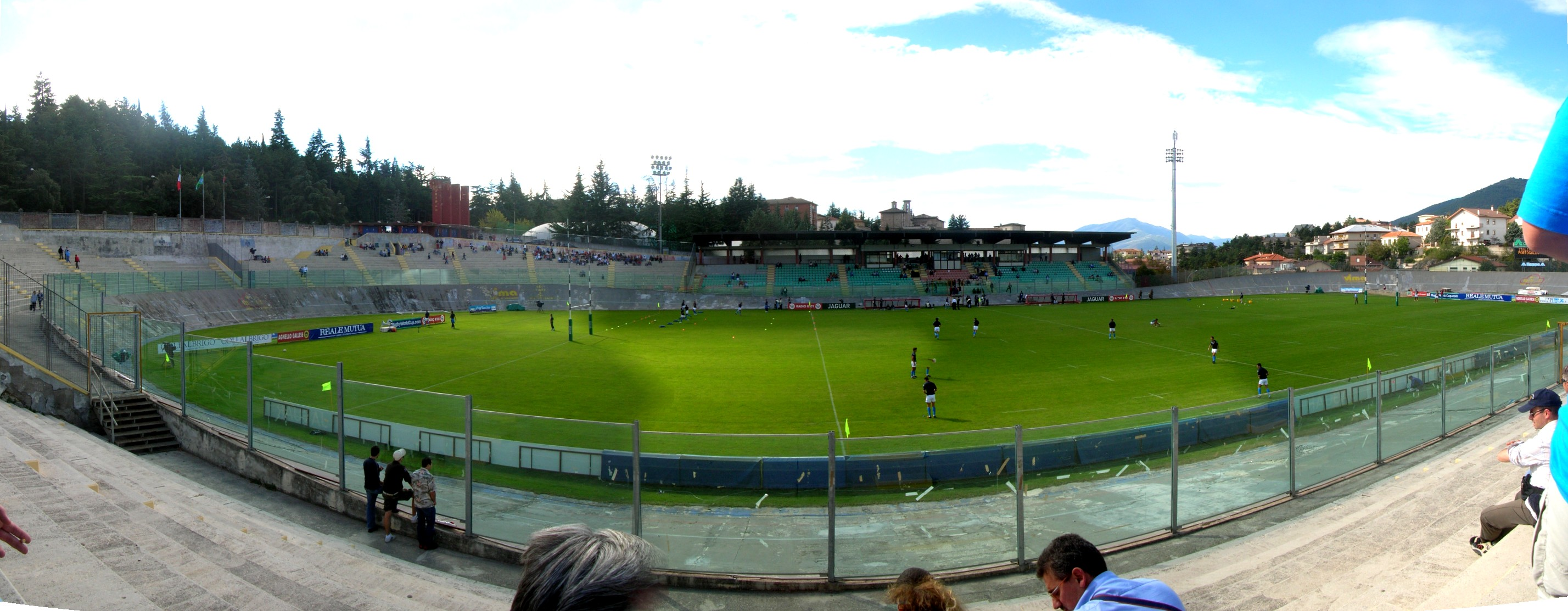
Lo stadio Tommaso Fattori

La voce raccoglie le informazioni sullo sport all'Aquila, incluse le strutture e le società presenti nel capoluogo abruzzese e gli eventi che vi si disputano. 

## Impianti sportivi

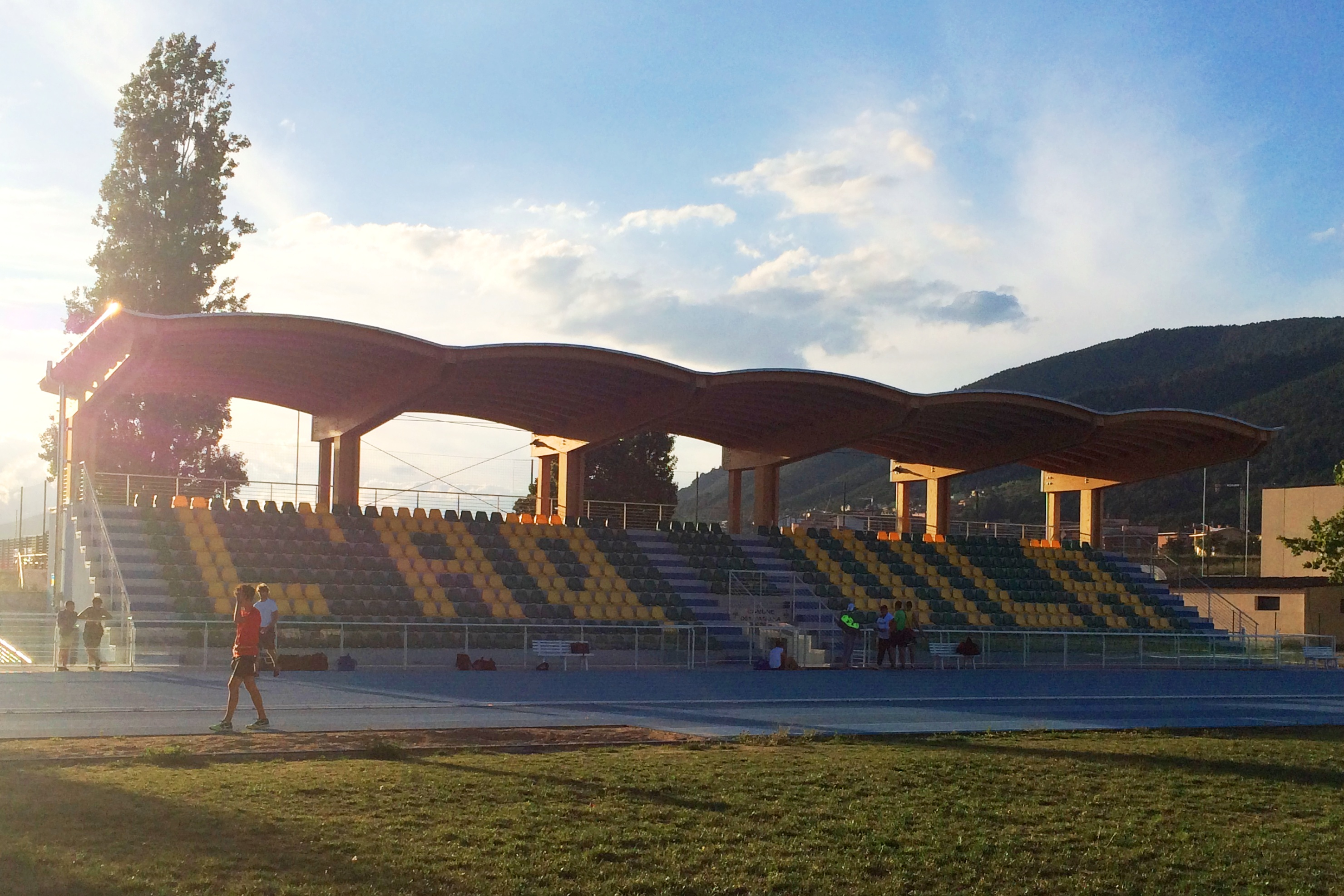
Lo stadio Isaia Di Cesare

Gli impianti sportivi presenti nella città dell'Aquila sono lo stadio Tommaso Fattori per il rugby e il ciclismo su pista, lo stadio Gran Sasso d'Italia per le competizioni calcistiche, lo stadio Isaia Di Cesare per l'atletica leggera, il PalaJapan per la pallacanestro, la pallavolo e il calcio a 5, e il PalaAngeli per la pallacanestro. Sono inoltre presenti dei campi da golf in località Santi di Preturo.

## Principali eventi sportivi disputati all'Aquila
L'Aquila, insieme alle città di Sulmona e Pescara, ha ospitato i XXXIII campionati mondiali di pattinaggio di velocità a rotelle nel 2004.
Nel 2009, dal capoluogo abruzzese è partita la fiaccolata della cerimonia di apertura dei XVI Giochi del Mediterraneo, svoltisi a Pescara.
Dal 2018 al 2019 la città è stata sede degli Internazionali di Tennis Città dell'Aquila. Nel 2020 l'evento non ha avuto luogo a causa della pandemia di COVID-19.
Dal 18 al 26 maggio 2019 si sono tenuti a L'Aquila i Campionati Nazionali Universitari.
Nel 2021 L'Aquila ha ospitato la manifestazione internazionale di pattinaggio su pista e su strada.
La città è stata scelta come città europea dello sport per l'anno 2022.

## Discipline sportive

### Calcio

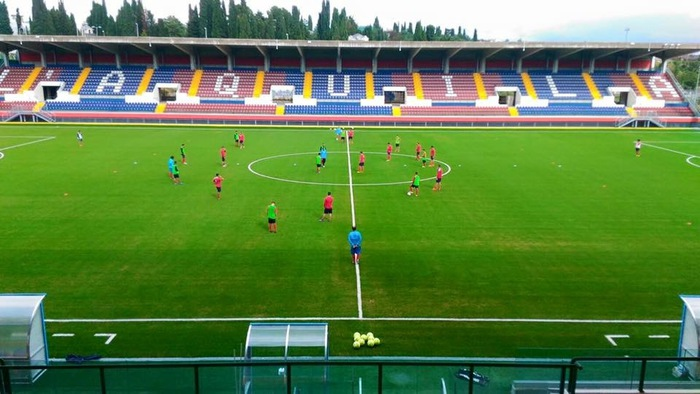
Lo stadio Gran Sasso d'Italia-Italo Acconcia

La squadra di calcio locale è il L'Aquila Calcio 1927, noto semplicemente come L'Aquila, fondata nel 1927. Nel 1934 è stata la prima formazione abruzzese a conquistare la partecipazione al campionato di Serie B. Dopo molti anni tra i dilettanti, la squadra aquilana nel 1998 è tornata tra i professionisti e vi è rimasta fino al 2004, quando è stata radiata. Ripartita dal campionato regionale di Eccellenza, la squadra raggiunse nuovamente la Lega Pro nel 2013, ma dopo due campionati in cui sfiorò la zona playoff la squadra retrocedette nel 2016 in Serie D. Dal 1933 al 2016 ha giocato le sue partite interne allo Stadio Tommaso Fattori, per poi trasferirsi nel nuovo Stadio Gran Sasso d'Italia-Italo Acconcia.
Nell'estate del 2018 fu ufficializzata la mancata iscrizione al successivo campionato di Serie D per problemi finanziari, e la compagine societaria si sciolse. Nello stesso anno una nuova società ha rilevato la squadra, che ha partecipato nel campionato regionale di Eccellenza 2020-2021, classificandosi in seconda posizione. Milita attualmente in Serie D.

### Rugby
La squadra di Rugby a 15 locale, L'Aquila Rugby Club, venne fondata nel 1936 grazie a Tommaso Fattori costituendosi come Polisportiva L'Aquila Rugby, e partecipò nel 1948 al campionato italiano di I divisione. Nel 1951 venne promossa per la prima volta in Serie A e nel 1967 conquistò il suo primo scudetto. Con 55 partecipazioni nella massima serie, 5 scudetti, 2 coppe Italia e numerosi trofei di livello giovanile, fu la principale società rugbystica abruzzese. La squadra si è sciolta nell'estate del 2018 rinunciando all'iscrizione per il campionato successivo. Attualmente il rugby cittadino è rappresentato dalla nuova LA Rugby L'Aquila, militante nel campionato di Serie A.
Altre squadre del circondario da citare sono  la scomparsa Gran Sasso Rugby, fondata negli anni duemila e con trascorsi anche in Serie A-2, e la Polisportiva Paganica Rugby, attualmente in Serie A. La CUS L'Aquila Rugby invece è stata rifondata nel 2011 da alcuni ex-giocatori in collaborazione con alcuni studenti universitari.

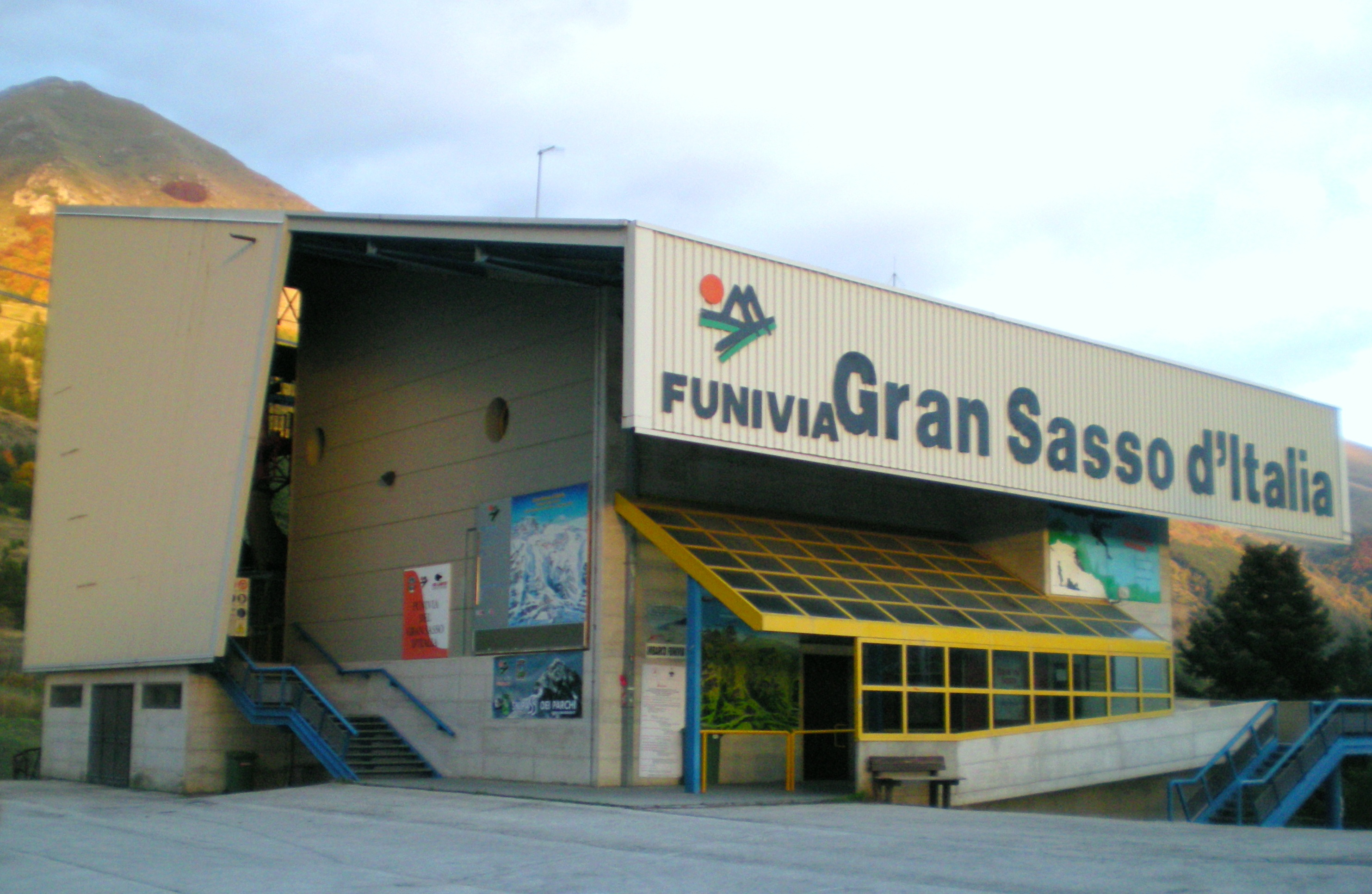
Impianti della Funivia del Gran Sasso

### Atletica leggera
Tra gli altri sport praticati in città spicca l'atletica leggera, in cui sono emersi numerosi atleti vincitori di titoli italiani, come Concetta Milanese, 7 volte campionessa italiana di getto del peso femminile, Fabio Andreassi, velocista campione italiano nella staffetta 4×100 metri e primatista italiano promesse 100y, Gianni Lolli, velocista campione italiano juniores nei 100 m.
Lo stadio di atletica di Piazza d'Armi è stato riaperto, dopo le interruzioni dovute al sisma del 2009, il 14 maggio 2014, prendendo il nome di Stadio Isaia Di Cesare, tecnico sportivo aquilano.

### Sport invernali, escursionismo e alpinismo
Nel Parco nazionale del Gran Sasso e Monti della Laga, a circa 20 km dall'Aquila in località Campo Imperatore a 2200 sul livello del mare, è situato un importante complesso turistico e sciistico, noto come Campo Imperatore, rifugio in cui il 26 luglio 1943 fu portato Benito Mussolini, che vi trascorse 48 giorni di prigionia. In provincia vi sono numerose stazioni sciistiche, fra le quali le più note Campo Felice e Ovindoli, nel Parco naturale regionale Sirente-Velino.

### Ciclismo
All'Aquila aveva sede fino al 2012 la formazione ciclistica Acqua & Sapone. Il comprensorio aquilano è stato più volte tappa del Giro d'Italia:
| Edizione | Tappa | Percorso                    | km    | Vincitore di tappa          |
| -------- | ----- | --------------------------- | ----- | --------------------------- |
| 1914     | 6ª    | Bari > L'Aquila             | 428,0 | Luigi Lucotti               |
| 1924     | 7ª    | Foggia > L'Aquila           | 304,3 | Giuseppe Enrici             |
| 1935     | 7ª    | Porto Civitanova > L'Aquila | 171,0 | Gino Bartali                |
| 1936     | 9ª    | Campobasso > L'Aquila       | 204,5 | Gino Bartali                |
| 1950     | 15ª   | Perugia > L'Aquila          | 185,0 | Giancarlo Astrua            |
| 1954     | 6ª    | Napoli > L'Aquila           | 252,0 | Carlo Clerici               |
| 1965     | 2ª    | Perugia > L'Aquila          | 180,0 | Guido Carlesi               |
| 1971     | 5ª    | Pescasseroli > Gran Sasso   | 198,0 | Vicente López Carril        |
| 1985     | 14ª   | Frosinone > Gran Sasso      | 195,0 | Franco Chioccioli           |
| 1989     | 8ª    | Roma > Gran Sasso           | 179,0 | John Carlsen                |
| 1999     | 8ª    | Pescara > Gran Sasso        | 253,0 | Marco Pantani               |
| 2005     | 5ª    | Celano > L'Aquila           | 215,0 | Danilo Di Luca              |
| 2010     | 11ª   | Lucera > L'Aquila           | 262,0 | Evgenij Vladimirovič Petrov |
| 2019     | 7ª    | Vasto > L'Aquila            | 185,0 | Pello Bilbao                |
| 2021     | 10ª   | L'Aquila > Foligno          | 140,0 | Peter Sagan                 |

### Pattinaggio
La città ha una grande tradizione nel pattinaggio di velocità, disciplina in cui ha dato i natali a tre campioni del mondo: Corrado Ruggeri (1968), Armando Capannolo (2002) e Gregory Duggento (2006). Principali impianti della città sono il Palazzetto dello sport e il complesso sportivo "Verdeaqua".
Nel settembre del 2004 L'Aquila ha ospitato insieme a Sulmona e Pescara i Campionati Mondiali di Pattinaggio, a cui hanno preso parte 46 rappresentative nazionali.
Dal 21 al 23 maggio 2021 la città ha ospitato la manifestazione internazionale di pattinaggio su pista e su strada, organizzata dal CONI, che ha avuto luogo in località Sant Barbara e nella periferia ovest dell'Aquila.

### Equitazione
Piergiorgio Bucci, cavaliere vice-campione europeo e due volte campione italiano nella disciplina del salto ostacoli, è aquilano di Paganica e ha iniziato la sua carriera agonistica nel Centro Ippico Saint Just di Paganica.

### Altri sport
Tra le altre società sportive operano in città la Pallamano L'Aquila, attualmente in Serie B girone Marche-Abruzzo, e il L'Aquila Basket che milita nel campionato di serie C1. Il Club Scherma L'Aquila 99 partecipa ai campionati di serie B2 di Sciabola maschile e femminile della Federazione Italiana Scherma.